# Guillaume Boivin
Guillaume Boivin (født 25. maj 1989 i Montreal) er en cykelrytter fra Canada, der er på kontrakt hos Israel-Premier Tech.